# SABIC
SABIC es uno de los principales fabricantes de productos químicos, fertilizantes, plásticos y metales del mundo. Con sede global en Arabia Saudí, SABIC es la mayor compañía en el país y en toda la región de Oriente Medio, con base en la bolsa de valores Saudí Tadawul. El 70% de las acciones de SABIC son propiedad de Aramco, la compañía estatal de petróleo y gas, y una de las corporaciones más grandes del mundo por nivel de ingresos, y con base en Bloomberg News, la empresa más rentable del mundo.
El 30% restante del accionariado de SABIC pertenece a inversores privados de Arabia Saudí y de las otras naciones del Consejo de Cooperación para los Estados Árabes del Golfo (GCC). 
En 2018, SABIC fue considerada por Fortune Global 500 como la compañía 281 más grande del mundo. En 2010, SABIC se convirtió en la segunda compañía química de productos diversos a nivel mundial, y la primera por el valor de sus activos. Incluyendo todas sus subsidiarias, SABIC fue considerada por Forbes Global 2000 en 2014 en el puesto 98 de las corporaciones más grandes del mundo, con ingresos de ventas de 50,4 mil millones de dólares, beneficios de 6,7 mil millones de dólares, y activos valorados en 90,4 mil millones de dólares.
SABIC tiene su sede global en Riad, y tiene participación en más de 18 corporaciones, de las cuales algunas de ellas son totalmente de su propiedad y en otras tiene una participación significativa.
SABIC tiene más de 40.000 empleados a nivel global y cuenta con 60 plantas de fabricación en más de 40 países.[8]
Entre las mayores adquisiciones de SABIC, destacan la de la división petroquímica de la corporación holandesa DSM, la de la división británica de Huntsman Corporation en 2006, y la de la división de plásticos (GE Plastics) de General Electric en 2007. SABIC es también desde enero de 2018, propietaria del 24,99% de Clariant, fabricante Suizo líder productos químicos especiales.
 

La compañía tiene joint ventures con diversas compañías de la industria petroquímica, como ExxonMobil (Gulf Coast Growth Ventures LLC, Kemya, Yanpet), Mitsubishi Chemical (SAMAC), Sinopec, China Petroleum and Chemical Corporation (SSTPC), y SK Chemical (SSNC), entre otros. 

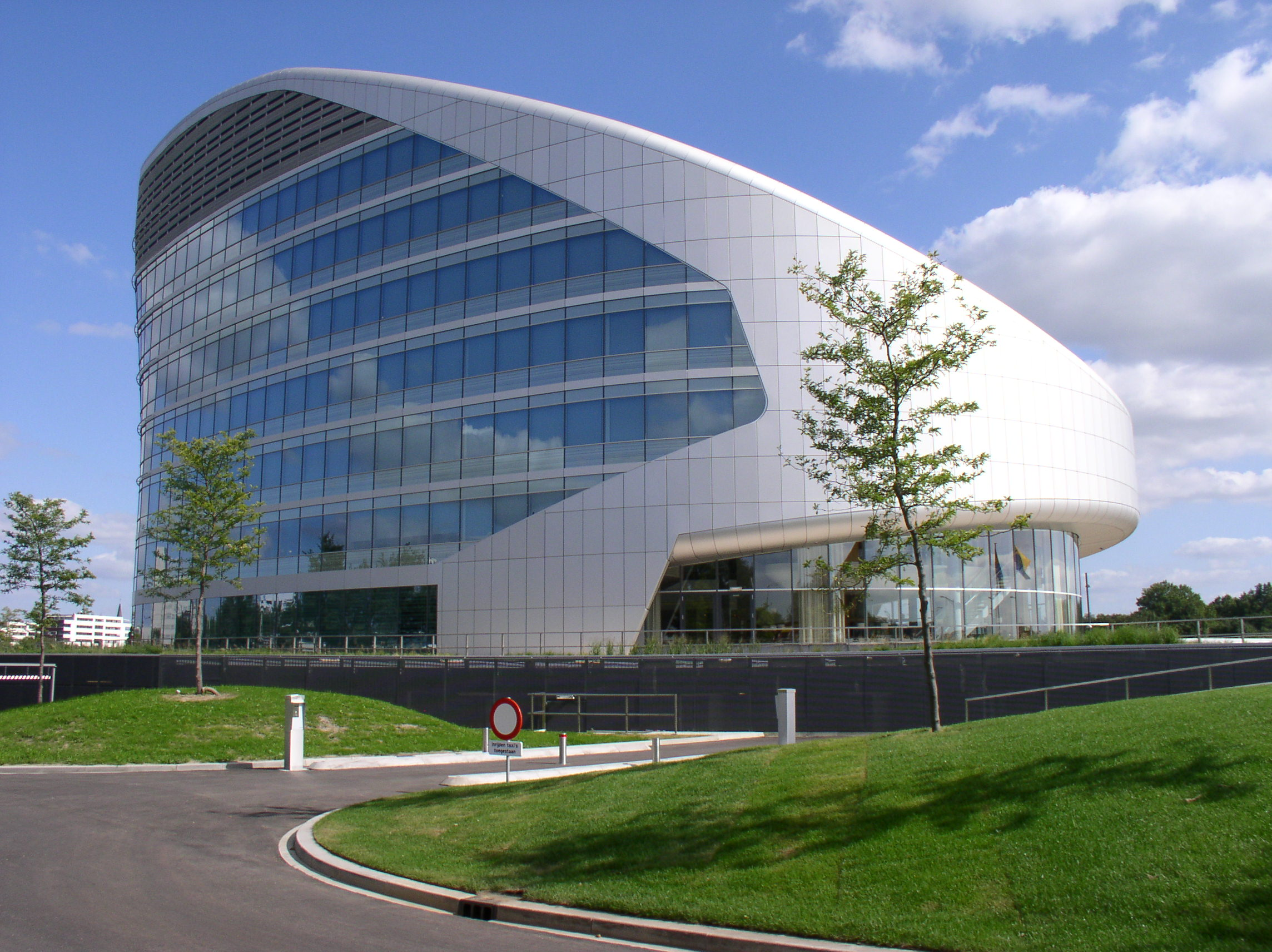
Sede Europea de SABIC en Sittard, cerca de Maastricht, Países Bajos.

Actualmente, SABIC es el mayor fabricante del mundo de MTBE (Metil Tert-Butil Éter), urea granular, policarbonato, poli(p-fenileno) y polieterimida. SABIC es el segundo mayor fabricante global de etilenglicol y se espera que lidere el segmento después de su entrada en nuevos proyectos. SABIC también es el tercer mayor fabricante de polietileno, el cuarto mayor productor de poliolefinas, así como de polipropileno.
Hadeed (Saudi Iron and Steel Company) que es una subsidiaria propiedad de SABIC, es también uno de los mayores fabricantes de acero del mundo. 
Los productos que fábrica SABIC se utilizan en una variedad amplia de sectores, incluyendo agricultura, construcción, electrónica, equipos médicos, transporte, embalaje, consumo y materiales para energías limpias.
Entre los principales competidores de SABIC, se encuentran BASF y Dow Chemical, entre otros.

## Historia y Operaciones
SABIC fue fundada en Arabia Saudí en 1976 para convertir productos procedentes del crudo del petróleo en productos químicos, polímeros y fertilizantes. El primer presidente de la junta de administración fue Ghazi AbdulRahman Al-Gosaibi, Ministro de Industria y Electricidad de Arabia Saudí, y el primer director ejecutivo (CEO) fue AbdulAziz Bin Abdullah Al-Zamil.
La fundación de SABIC transformó los pequeños pueblos pesqueros de Jubail del Golfo Pérsico y Yanbu del Mar Rojo en modernas ciudades industriales. Su nivel de producción en el año 1985 era de 6,5 millones de toneladas. En 1990 creció a 13 millones de toneladas, en 2003 alcanzó los 42 millones, y en 2012 superó los 60 millones.
La red de fabricación de SABIC en Arabia Saudí está compuesta por 18 compañías afiliadas. La mayor parte de estas están ubicadas en la ciudad industrial de Al-Jubail, situada en la costa del Golfo Pérsico. Otras dos están situadas en la ciudad industrial de Yanbu, y la última está ubicada en la ciudad de Dammam. SABIC tiene también participación en tres empresas conjuntas en Baréin.
En julio de 2002, SABIC comenzó sus operaciones en Europa después de la adquisición por 1,98 mil millones de dólares, de la división petroquímica de la compañía holandesa DSM. 
En enero de 2007, la división de SABIC en Europa adquirió las plantas en el Reino Unido de Huntsman Corporation, compañía química Americana.
El 21 de mayo de 2007, SABIC adquirió la división de plásticos de General Electric (GE) por 11,6 mil millones de dólares, incluyendo 8,7 mil millones en sus responsabilidades. En el mismo año, la compañía se situó en el puesto 145 de la lista Forbes Global 2000 (su posición en el año previo era 301).
En julio de 2009, SABIC recibió la aprobación del gobierno de China para construir un complejo petroquímico en China con un coste estimado en 3 mil millones de dólares, con objeto de establecerse en el mercado de productos químicos.
En enero de 2018, SABIC anunció la adquisición del 24.99% de Clariant, fabricante Suizo de productos químicos especiales. La compra de acciones se realizó al inversor activista White Tale, y basándose en la capitalización de mercado de Clariant, se habría valorado en unos 2,4 mil millones de dólares, aunque el precio real de la transacción no fue revelado. El CEO de SABIC Yousef Al-Benyan comunicó previamente, en noviembre de 2017, que la compañía tenía previsto invertir de 3 a 5 mil millones de dólares en adquisiciones en los próximos 10 años.
El 27 de marzo de 2019, SABIC anunció que la compañía energética estatal Saudi Aramco firmó un acuerdo de compra del 70% de las acciones de SABIC, previamente propiedad del fondo soberano saudí Public Investment Fund (PIF), en una transacción privada de 69,1 mil millones de dólares.

## SABIC en España
En la actualidad, SABIC tiene oficinas comerciales en Barcelona (SABIC Marketing Ibérica S.A.), y un complejo químico ubicado en Cartagena (SABIC Innovative Plastics España S.C.P.A), compuesto por cuatro plantas especializadas en la producción de resinas de policarbonato y polieterimidas, donde en la actualidad trabajan más de 700 empleados directos y más de 250 trabajadores indirectos.

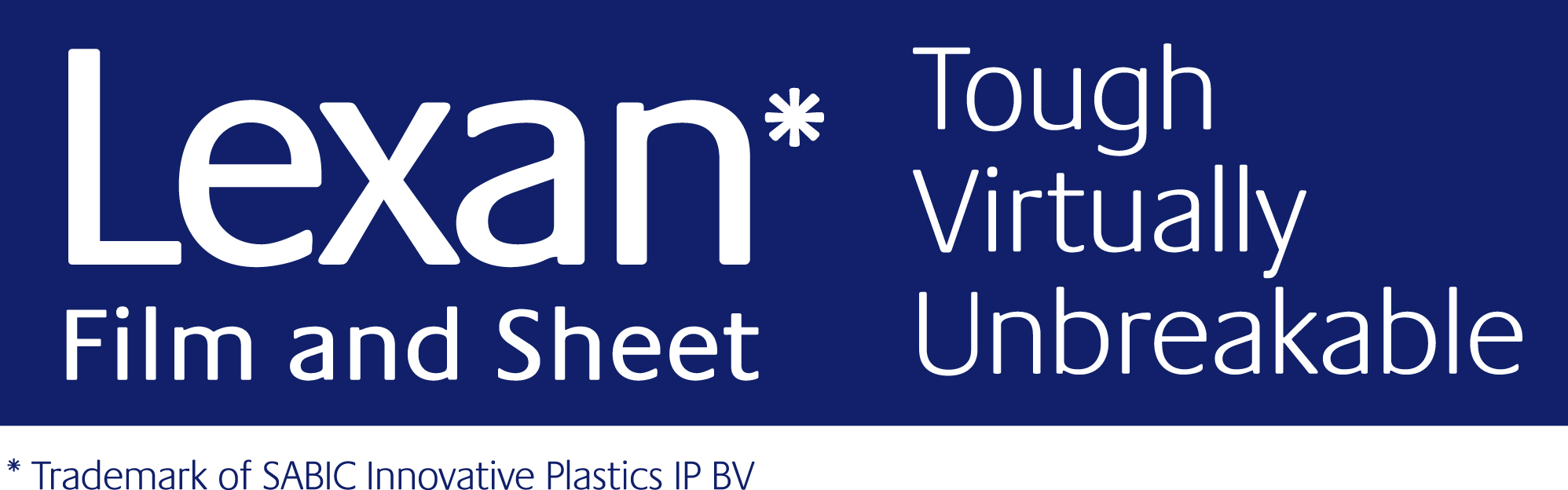
Prestigiosa marca de policarbonato LEXAN^{TM} de SABIC, anteriormente de General Electric.

## Subsidiarias
- Hadeed
- Ibn Sina
- Ibn Zahr
- Sadaf
- Gas
- Petrokemya
- Kemya
- Ar-razi
- Al-Bayroni
- Yanpet
- Ibn Rushd
- Sharq
- Safco
- Jubail United Petrochemical Company
- Yansab
- Sabtank
- Saudi Kayan
- Scientific Design

|}

## La Marca SABIC
El nombre SABIC proviene de los acrónimos de 'Saudi Basic Industries Corporation', antiguo nombre de la compañía. El actual logotipo de SABIC se creó en 1997 por la agencia de San Francisco, Landor Associates, el cual se compone de las palabras SABIC escritas en inglés y árabe, representando los colores del cielo (azul) y marrón (de la tierra).  

Logotipo de SABIC, creado por Landor en 1997.

En la actualidad, la consultora británica Brand Finance valora la marca SABIC en 4.017 millones de dólares, siendo así la segunda marca química más valiosa del mundo, la séptima de Oriente Medio, y la tercera de Arabia Saudí.

## Productos
- Polietileno
- Policarbonato
- Polipropileno
- Etileno
- Propileno
- Butadieno
- 1-Buteno
- 1-Hexeno
- 1-Octeno
- 1-Deceno
- dodecene-1 (C12)
- Diodecene-1 (C14-18)
- Wax (C20+)
- CIE (crude industrial ethanol)
- Metil Tert-Butil Éter (MTBE)
- Estireno
- Benzeno
- Paraxileno
- CBO (carbon black oil)
- Soda cáustica
- EDC (ethylene dichloride)
- VCM (vinyl chloride monomer)
- Fenol
- Acetona
- Bisfenol A
- Fertilizantes
- Acero
- Methanol
- Complejo petroquímico Chemelot, uno de los más grandes de Europa, situado en Geleen, Países Bajos, donde SABIC tiene una gran presencia con varias de plantas de producción, empleando a 1.800 personas en esta zona (Limburgo).[19]Policarbonato LEXAN.
- Noryl PPO

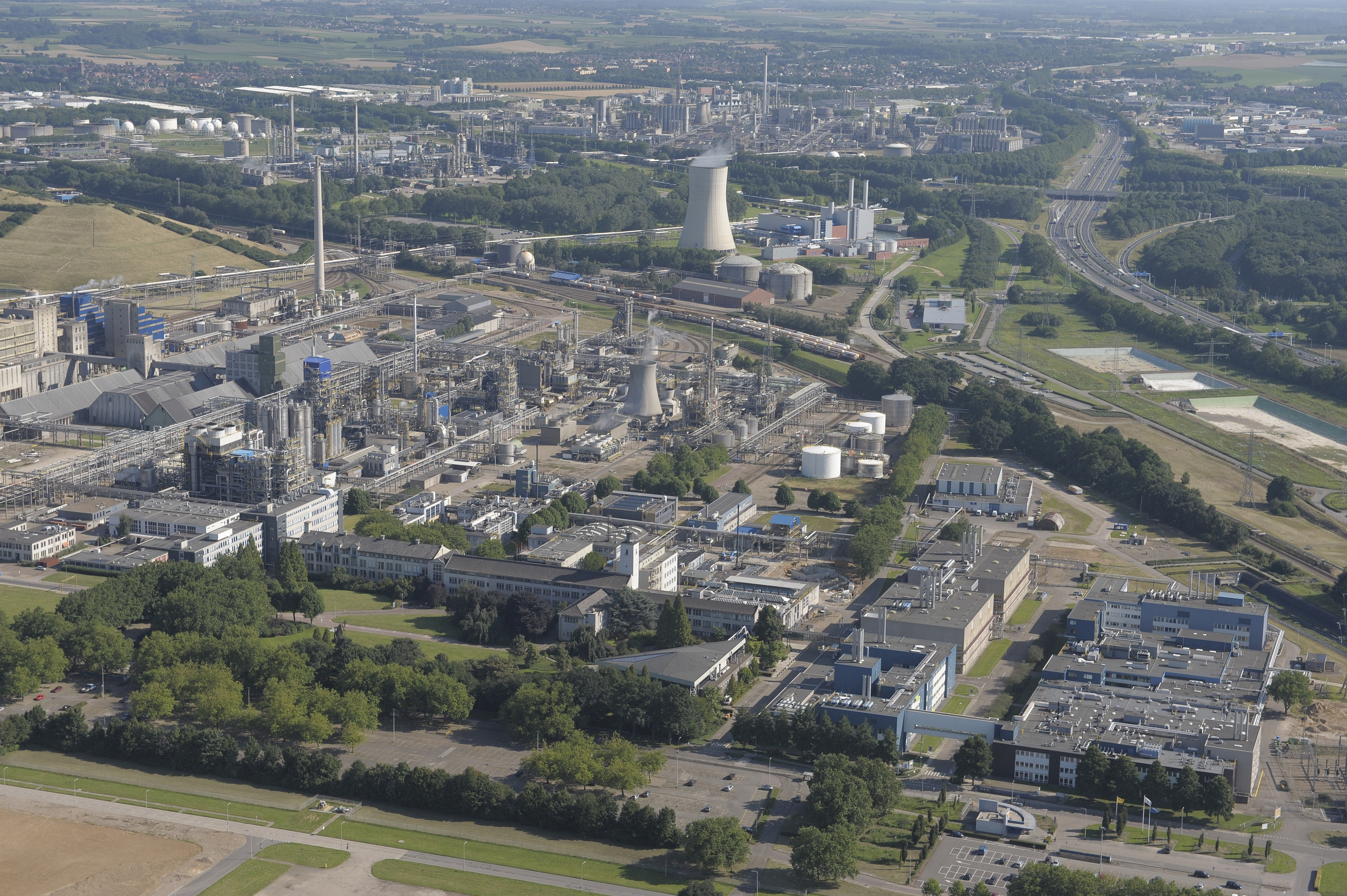
Complejo petroquímico Chemelot, uno de los más grandes de Europa, situado en Geleen, Países Bajos, donde SABIC tiene una gran presencia con varias de plantas de producción, empleando a 1.800 personas en esta zona (Limburgo).

- Cycolac (acrylonitrile butadiene styrene)
- Cycoloy (polycarbonate / acrylonitrile butadiene styrene blend)
- Polieterimida (ULTEM)
- Poliimida (EXTEM)
- Geloy (acrylonitrile styrene acrylate / acrylonitrile butadiene styrene blend)
- Valox (polybutylene terephthalate)
- Verton (long fiberglass-reinforced polymers)
- Xenoy (polycarbonate / polybutylene terephthalate blend)
- Xylex (polyester / polycarbonate blend)
- EO/EG (ethylene oxide / ethylene glycol)
- Carbon black
- EPDM rubber
- HaloButyl
- Polybutadiene rubber
- acrylonitrile butadiene styrene
- Polietileno
- Policarbonato
- Polipropileno

|}